# Scott Handy
Pour les articles homonymes, voir Handy.
Scott Handy est un acteur britannique, né le 29 juillet 1968 à Londres, Royaume-Uni.

## Biographie
Scott Handy est né de père irlandais et de mère anglaise. Il a étudié à l'Université de Cambridge où il a obtenu un diplôme en anglais. En plus de son éducation académique, Handy a été choral scholar et a joué du saxophone. Il a été membre du groupe pop Ice Cold dans les années 1980 et 1990. Après avoir étudié à la Central School of Speech and Drama, il a travaillé comme directeur invité et enseignant dans plusieurs institutions prestigieuses comme LAMDA. Scott Handy a également collaboré avec des compagnies de théâtre renommées telles que la Royal Shakespeare Company et le Cheek By Jowl Company. Il a travaillé avec Peter Brook à Paris et avec le groupe expérimental new-yorkais The Wooster Group.

## Filmographie sélective
- 1995 : Le Noël d'Hercule Poirot, téléfilm Hercule Poirot : Le jeune Simeon
- 2001 : Chevalier, de Brian Helgeland : Germaine
- 2005 : Match Point, de Woody Allen : Un ami des Hewett
- 2010 : Macbeth, de Rupert Goold : Malcolm
- 2012 : Hunted (série télévisée) : Le faux Dr Horst Goebel / L'homme au visage sans expression
- 2013 : The Village (série télévisée) : Robin Lane
- 2013 : Ripper Street (série télévisée) : Solomon Quint
- 2016 : Miss Peregrine et les Enfants particuliers, de Tim Burton : M. Gleeson
- 2023 : Napoléon, de Ridley Scott : Marshal Berthier
- 2023 : Liaison (série télévisée) : Brian Parkridge

## Vie privée
Scott Handy est marié à l'actrice grecque chypriote Agni Scott depuis le 19 octobre 2003. Ils ont deux enfants : Leo Handy, né le 24 octobre 2006, et Nephele Handy, née le 18 août 2008. La famille vit dans le sud-est de Londres.